# Wood Burcote
Wood Burcote är en by i Northamptonshire i England. Byn är belägen 2 km 
från Towcester. Orten har 55 invånare (2009).